# Culinária da Índia

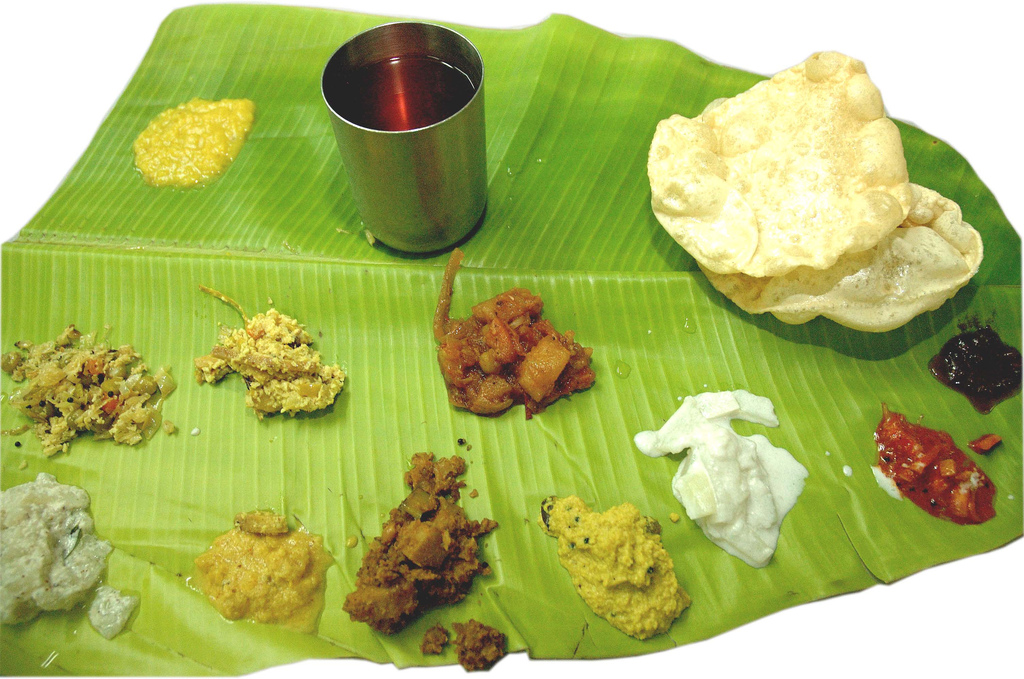
Culinária indiana

Da culinária do subcontinente indiano, caracterizada pelo extenso uso de vários tipos de temperos, ervas e outros vegetais, além de frutas locais. Cada família da cozinha indiana possui um extenso sortimento de pratos e técnicas culinárias. Como consequência, ela varia de região para região, refletindo a variedade demográfica e a diversidade étnica do subcontinente.[carece de fontes?]
A crença e a cultura hindu vem mostrando grande influência na evolução da cozinha indiana. Porém, a culinária indiana é interpretada como resultado das grandes interações regionais do subcontinente desde os mongóis, até à ocupação e saída dos britânicos fazendo dela uma mistura única de várias cozinhas internacionais.
Cada tempero comercializado entre a Índia e a Europa, as especiarias, como por exemplo, a pimenta, o gengibre, a canela, o cravo e a noz- moscada, teve importância histórica e esse comércio foi o maior catalisador que motivou era dos descobrimentos europeu, iniciada com as tentativas de alcançar a Índia contornando a África pelo mar. A descoberta da rota marítima para a Índia em 1498, por Vasco da Gama, sinalizou o início do estabelecimento de territórios controlados pelas potências europeias no subcontinente. Os portugueses constituíram bases em Goa, Damão, Diu e Bombaim, dentre outras. Seguiram-se os franceses e os neerlandeses no século XVII.
Mais tarde no período colonial, com a ocupação inglesa, foi introduzida a culinária europeia na Índia, o que diversificou ainda mais a cozinha indiana. A Companhia Inglesa das Índias Orientais estabeleceu uma primeira base em Bengala, em 1757. Na altura dos anos 1850, os britânicos já controlavam quase todo o subcontinente, inclusive o território correspondente aos atuais Paquistão e Bangladesh.
E mais recentemente quando os ingleses após a Segunda Grande Guerra Mundial resolveram deixar e dividir a Índia (de predomínio hindu ao sul) criando o Paquistão (região de maioria muçulmana) provocou-se maciços deslocamentos humanos de grandes grupos populacionais entre os dois territórios motivados por preconceito de ambas as partes decorrentes de diferença religiosa, também influenciando a cultura culinária local. Tal se deu porque organizações sociais fundadas no final do século XIX e início do século XX para defender os interesses indianos junto ao governo da Índia britânica transformaram-se em movimentos de massa contra a presença britânica no subcontinente, agindo por meio de ações parlamentares e resistência não-violenta. Após a partição da Índia, ou seja, a separação do antigo Raj britânico entre a República da Índia e o Paquistão, em agosto de 1947, o mundo testemunhou a maior migração maciça da história, quando um total de 12 milhões de hindus, siques e muçulmanos cruzaram a fronteira da Índia com o Paquistão Ocidental e a fronteira da Índia com o Paquistão Oriental.
Atualmente, a cozinha indiana vem influenciando as cozinhas em todo o mundo, especialmente no sudeste da Ásia e no Caribe.